# Aeroporto Internacional de Adelaide
O Aeroporto Internacional de Adelaide (em inglês: Adelaide Airport) (IATA: ADL; ICAO: YPAD, é o principal aeroporto de Adelaide, Austrália Meridional e o quinto aeroporto mais movimentado da Austrália, tendo servido 7,037,673 até o término do ano de 2011. Está localizado a 6 km ao oeste do centro da cidade. O aeroporto tem sido operado privativamente pela Adelaide Airport Limited desde que foi assinado uma concessão de longo termo com o governo da Austrália em 29 de maio de 1998:p 25.
Foi inaugurado em 1955, e desde então já foram construídos, em 2005, dois terminais que recebem voos internacionais e domésticos. Em 2006, foi nomeado o segundo melhor aeroporto internacional do mundo (5-15 milhões de passageiros). Além disso, recebeu o título de melhor aeroporto em uma capital da Austrália em 2006, 2009 e 2011.